# 分數

取出四份之一蛋糕。圖中顯示剩餘的蛋糕是四份之三。蛋糕上的虛線表示可以把蛋糕進行切割分成相等的部份。每一個蛋糕被表示為分數¼。

分數（英語：fraction）是用分式（分數式）表達成{\displaystyle {\frac {a}{b}}}的数（{\displaystyle a,b\in Z,b\neq 0}）。在上式之中，{\displaystyle b}稱為分母（denominator）而{\displaystyle a}稱為分子（numerator），可視為某件事物平均分成{\displaystyle b}份中佔{\displaystyle a}份，讀作「{\displaystyle b}分之{\displaystyle a}」。中間的線稱為分線或分数线。有時人們會用{\displaystyle a/b}來表示分數。

## 用法
分數有各種不同的用法與意義：
- 兩個整數的比例：{\displaystyle {\frac {a}{b}}\equiv a:b\ (a,b\in \mathbb {Z} ,a,b\neq 0)}，這是兩個數量的比較關係。
- 有理數：可以表達為兩個整數的分數的數稱為有理數。就數系來說，整數分數與有理數是同義詞。
- 整數除法：{\displaystyle {\frac {a}{b}}\equiv a\div b\ (a,b\in \mathbb {Z} ,b\neq 0)}，結果會是一個整數、有限小數或循環小數。
- 等分：{\displaystyle {\frac {1}{3}}}表示將全部分成三等份，然後只取其中的一份。這稱為單位分數（unit fraction），參見古埃及分數。{\displaystyle {\frac {1}{3}}}也就是{\displaystyle 3}這個整數的倒數。

這些概念在數學裡都是相通的，只是在不同的使用場合中有其實際意義。

## 分類
最簡分數（既约分数）（irreducible fraction）分子是整數，分母是正整數，且分子和分母互質的分數。例如：{\displaystyle {\frac {4}{~{}15~{}}}}
真分數（proper fraction）除商小於1、大於0的分數，即分子小於分母的分数。當分子一樣大的時候，分母越大則值就越小，當分母一樣的時候，分子越大，數值就越大。例如：{\displaystyle {\frac {3}{~{}7~{}}}}
假分數（top-heavy/improper fraction）假分数是指除商不小於1的分數，即分子等於或大於分母的分数，可寫成帶分數。例如：{\displaystyle {\frac {5}{~{}3~{}}}}和{\displaystyle {\frac {8}{~{}8~{}}}}
帶分數（mixed numeral、mixed fraction、mixed number）一個整數（whole number）加一個真分數，例如{\displaystyle a{\frac {b}{c}}}，讀作「a又c分之b」；又例如{\displaystyle 1{\frac {1}{~{}2~{}}}}，就是一又二分之一。可寫成假分數，與{\displaystyle {\frac {~{}(a\times c)+b~{}}{c}}}等價。
十進位分數（decimal fraction）分母為{\displaystyle 10}的次方的分數稱為十進位分數，通常使用小數的形式來表達，例如，{\displaystyle {\frac {1}{100}}}一般记为{\displaystyle 0.01}，也可以百分率簡記為{\displaystyle 1\%}，或是以{\displaystyle 10}的冪記為{\displaystyle 10^{-2}}。
單位分數分子為1，分母是整數的分數。也可視為該整數的倒數。例如：{\displaystyle {\frac {1}{~{}99~{}}}}
古埃及分數（Egyptian fraction）將分數表達成單位分數之和。例如：{\displaystyle {\frac {19}{~{}20~{}}}={\frac {1}{~{}2~{}}}+{\frac {1}{~{}3~{}}}+{\frac {1}{~{}9~{}}}+{\frac {1}{~{}180~{}}}}
繁分數分子和/或分母包含了分數的分數，例如{\displaystyle {\frac {~{}{\frac {a}{~{}b~{}}}~{}}{\frac {c}{~{}d~{}}}}}。可以用“外乘外、內乘內”的方法簡化，即前面的式子等于{\displaystyle {\frac {ad}{~{}bc~{}}}}。
連分數外觀如{\displaystyle x=a_{0}+{\frac {1}{~{}a_{1}+{\frac {1}{~{}a_{2}+{\frac {1}{~{}a_{3}+\dots }}}}}}}的分數，其中{\displaystyle a_{i}}是整數。若只有有限個{\displaystyle a_{i}}非零，則連分數是一個分數。

## 分數運算
分數如自然數般，跟從互聯律、結合律、分配律和反除以零的規則。

### 約分、擴分及通分
一個分數約分後或擴分後，其分數與原來之分數的值相等，稱為等值分數。

#### 约分
「約分」是將一個分數的分子和分母同除以一個比1大的整數（它們的公因數）。
約分後的分數和原來分數的值相等。{\displaystyle {\frac {3}{6}}={\frac {1}{2}}}
前面的數字的分子和分母皆除以三
擴分
「擴分」是將一個分數的分子和分母同乘以比1大的數。擴分後的分數和原來分數的值相等。{\displaystyle {\frac {1}{2}}={\frac {2}{4}}}
前面的數字的分子和分母皆乘以二
通分
「通分」是利用約分或擴分，將兩個分母不同的分數，分别化為同分母的分數。

### 加法及減法
筆算分數的加減法時，必須將分母用予倍的方法化成同一數字才能進行同級分數之和或差，這個過程稱為「擴分」、「通分」、「通分母擴分子」等等，為了方便地求得所須分母，計算時一般以加數和被加數的最小公倍數作為新的分母。然後將事先倍大了的分子加上，合成和後再作約簡。例如：
- {\displaystyle {\frac {1}{4}}+{\frac {1}{4}}={\frac {1+1}{4}}={\frac {2}{4}}={\frac {1}{2}}}
- {\displaystyle {\frac {1}{5}}+{\frac {1}{3}}={\frac {3}{15}}+{\frac {5}{15}}={\frac {3+5}{15}}={\frac {8}{15}}}

### 乘法及除法
分數乘法最晚在中國秦代即有，里耶秦簡博物館館長彭成剛表示：里耶秦簡秦朝「九九表」每枚木牘上豎寫的數字連起來就是一個乘法運算，更為驚奇的是，中國當時還出現了分數乘法，例如二乘以二分之一等於一。分數的乘除無視分子母的特性，將分子和分母各自處理便可，但是由於整數除法亦容易引起小數，加上不適合出現於分數形式，而且除法也是乘法的逆函數，故此計算時一般將被除數化成其倒數，把除法改為乘法較為方便。例如：
{\displaystyle \quad {\frac {1}{5}}\div {\frac {7}{11}}=({\frac {1}{5}}\times 11)\div ({\frac {7}{11}}\times 11)=({\frac {1}{5}}\times 11)\div 7=({\frac {1}{5}}\times 11\times {\frac {1}{7}})\div (7\times {\frac {1}{7}})}
{\displaystyle ={\frac {1}{5}}\times {\frac {11}{7}}={\frac {1\times 11}{5\times 7}}={\frac {11}{35}}}

## 相關話題
- 有理數
- 倒數
- 除以零
- 法里數列
- 連分數
- 分母有理化
- 偶然對消

## 外部連結
- . .   [2015-06-03]. （原始内容存档于2014-10-21）.
- 埃里克·韦斯坦因. . MathWorld.
- . .   [2015-06-03]. （原始内容存档于2015-04-26）.
- . .   [2015-06-03]. （原始内容存档于2020-11-07）.
- . .   [2015-06-03]. （原始内容存档于2011-10-11）.
- Online program for exact conversion between fractions and decimals
- Online Fractions Calculator with detailed solution
- Fraction Practice （页面存档备份，存于） endless numbers of Fraction problems with various levels of difficulties.